# Carabus dehaanii
Carabus dehaanii es una especie de insecto adéfago del género Carabus, familia Carabidae. Fue descrita científicamente por Chaudoir en 1848.
Habita en Japón.